# The New Power Generation
The New Power Generation, verkürzt auch The NPG und The N.P.G., ist eine US-amerikanische Funk- und Soul Band. Sie wurde im Jahr 1990 von Prince in Minneapolis in Minnesota gegründet und unterstützte ihn bis zu seinem Tod im Jahr 2016 als Begleitband bei seinen Konzerten und Studioaufnahmen. Die Besetzung der Bandmitglieder tauschte Prince öfter aus, so waren im 21. Jahrhundert keine Musiker der Urformation mehr vertreten.
Im Gegensatz zu Prince’ früherer Begleitband The Revolution in den 1980er Jahren veröffentlichte The New Power Generation mit Goldnigga (1993), Exodus (1995) und Newpower Soul (1998) auch drei Studioalben unter eigenem Namen.
Sechs Monate nach Prince’ Tod organisierte Keyboarder Morris Hayes im Oktober 2016 eine Neugründung von The New Power Generation. Hayes ist jetzt Bandleader und war selbst von 1992 bis 2012 Mitglied in Prince’ Begleitband, Leadsänger ist seit 2018 der US-Amerikaner MacKenzie. Ein eigenes Studioalbum hat die Band bisher nicht veröffentlicht und die Setlist bei Livekonzerten besteht vorwiegend aus von Prince komponierten und veröffentlichten Songs der Jahre 1982 bis 1995.
Seit 2024 nennt sich The New Power Generation The Band Formerly Known as New Power Generation. Ob mögliche Urheberrechtsverletzungen für die Namensänderung verantwortlich sind, ist öffentlich nicht bekannt.

## Bandgeschichte

### Die Jahre 1990–2000
Ende des Jahres 1990 gründete Prince in Minneapolis eine neue Begleitband mit Namen „The New Power Generation“, die damals aus folgenden acht Mitgliedern bestand:
- Damon Dickson (* 30. Dezember 1960)[1] – Backing Vocals, Tänzer
- Kirk Johnson (* 22. September 1964 als Kirk Anthony Johnson in Minneapolis, Minnesota)[2][3] – Backing Vocals, Perkussion, Tänzer
- Levi Seacer Jr. (* 30. April 1961 in Richmond, Kalifornien)[4] – Backing Vocals, Rhythmusgitarrist
- Michael Bland (* 14. März 1969 als Michael Anthony Bland in Minneapolis, Minnesota)[5] – Schlagzeug
- Rosie Gaines (* 26. Juni 1960 als Rosie Mary Gaines in Martinez, Kalifornien) – Backing Vocals, Keyboard
- Sonny Thompson (* 5. Januar 1956 als Lloyd Sonny Thompson)[6][7] – Backing Vocals, E-Bass
- Tommy Barbarella (* 5. November 1965 als Thomas Robert Elm in Minneapolis, Minnesota)[8][9] – Keyboard
- Tony Mosley (* 7. September 1962 als Anthony Tyrone Mosley in Minneapolis, Minnesota)[10][11] – Backing Vocals, Rapper, Tänzer

Am 6. Januar 1991 fand das Debüt von The New Power Generation in Minneapolis im Musikklub Glam Slam North statt, der damals Prince gehörte, den er aber 1995 schloss. Er spielte mit seiner neuen Begleitband ein Konzert, das als Probe für das Rock-in-Rio-Musikfestival am 18. Januar 1991 diente. Das am 1. Oktober 1991 veröffentlichte Album Diamonds and Pearls war das erste Studioalbum, auf dem Prince seine Begleitband The New Power Generation namentlich erwähnte. Nach Ende der Diamonds-And-Pearls-Tour im Juli 1992 verließ Rosie Gaines die Urformation. Als Ersatz engagierte Prince im August den Keyboarder Morris Hayes (* 28. November 1962 als Morris Kevin Hayes in Jefferson County, Arkansas). Zudem integrierte er die Tänzerin Mayte Garcia in seine Begleitband, die er 1996 heiratete.
Im Juni 1993 stellte Prince in Zusammenarbeit mit The New Power Generation das Album Goldnigga fertig, das Warner Bros. Records jedoch nicht veröffentlichte, weil das Major-Label eine Schaffenspause von Prince verlangte. Während der Europatournee mit Namen Act-II-Show vom 26. Juli 1993 bis zum 7. September 1993 kam es zwischen Prince und Tony Mosley zu einem Streit. Über den Inhalt ist öffentlich nichts bekannt geworden, aber Prince trennte sich nach Beendigung der Tournee von dem Trio Tony Mosley, Kirk Johnson und Damon Dickson, die auch als „The Game Boyz“ bekannt waren. 1994 ernannte Prince Levi Seacer Jr. zum Vorsitzenden des Plattenlabels von NPG Records, allerdings verließ Seacer ohne Angabe von Gründen Ende November 1994 NPG Records.
Am 27. März 1995 erschien das Album Exodus von The New Power Generation. Dieses Album wurde unter Prince’ Label NPG Records jedoch nur in Australien, England und in einigen Ländern Europas veröffentlicht; in den USA verweigerte Warner Bros die Veröffentlichung. Prince selbst agierte bei dem Album unter dem Pseudonym Tora Tora und komponierte alle Songs des Albums. Lediglich die Singleauskopplung Get Wild schrieb er zusammen mit Bassist Sonny Thompson. Als Tora Tora trat Prince ausschließlich in einer Verkleidung auf – sein Kopf war vollständig von einem roten Schleier umhüllt. Aus kommerzieller Sicht war Exodus nicht sehr erfolgreich.

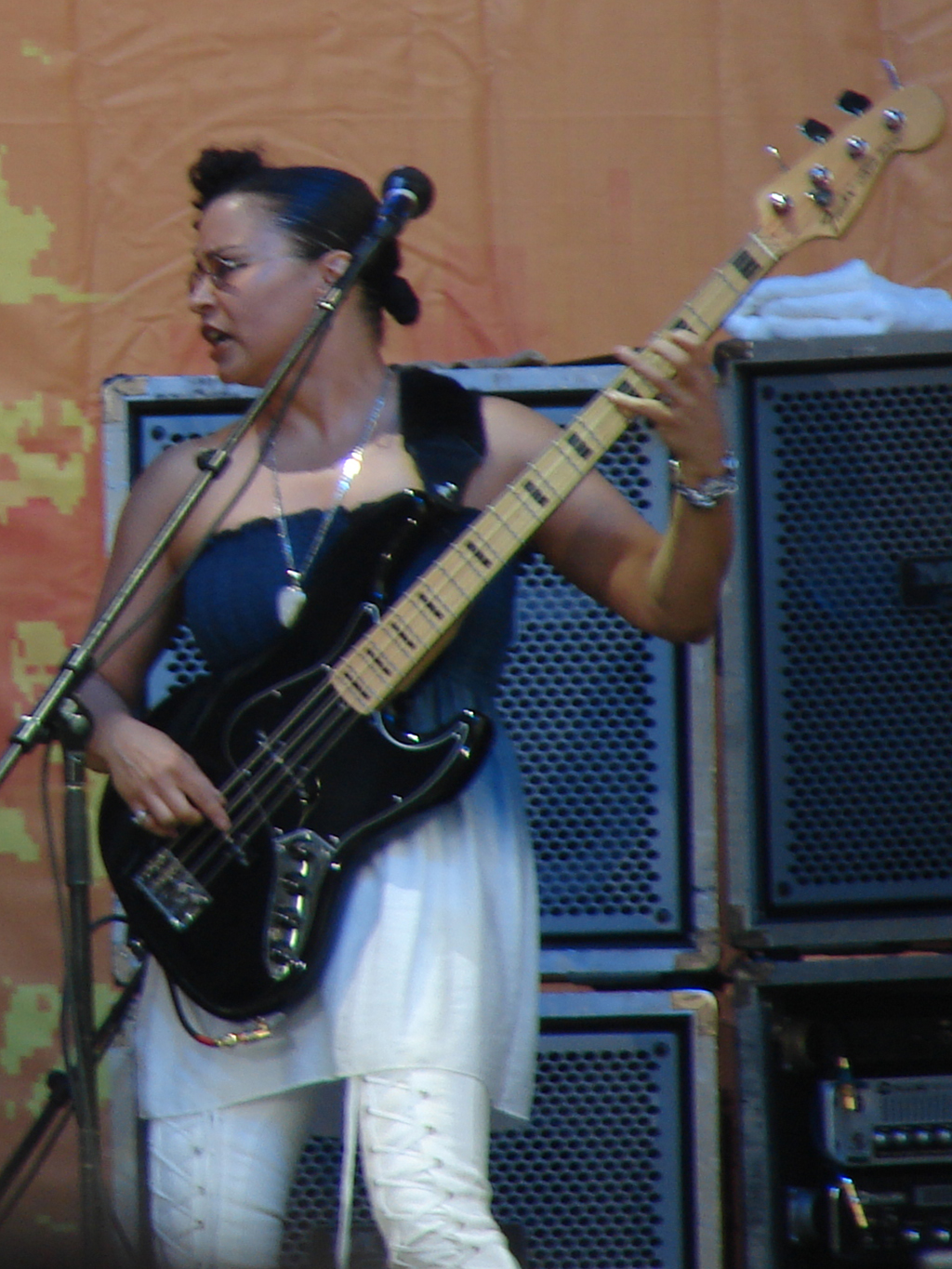
Bassistin Rhonda Smith, 2009

Am 1. April 1996 wurde in einer offiziellen Pressemitteilung bekanntgegeben, Mayte Garcia sei schwanger. In der Folge trat sie nur noch als Gast bei The New Power Generation auf und im Juni 1996 tauschte Prince die Besetzung von The New Power Generation nahezu komplett aus; lediglich Morris Hayes blieb weiterhin in der Band. Gründungsmitglied Tommy Barbarella wurde zwar gefragt, ob er ebenfalls weiterhin in der Begleitband spielen wolle, doch er lehnte Prince’ Angebot ab. Kirk Johnson, ebenfalls eines der Gründungsmitglieder von The New Power Generation, holte Prince zurück. Sheila E. empfahl Prince Gitarristin Kathleen Dyson und Bassistin Rhonda Smith; Dyson spielte zuvor unter anderem bei Cyndi Lauper, David A. Stewart und Sly & Robbie. Smith arbeitete mit kanadischen Musikern zusammen und gewann unter anderem den Juno Award. Sowohl Dyson als auch Smith stammen aus Minneapolis. Außerdem engagierte Prince den Gitarristen Mike Scott. Der Rapper Doug E. Fresh, die Sängerin Marva King und der Mundharmonikaspieler Sugar Blue unterstützen zwar The New Power Generation bei einigen Livekonzerten, gehörten jedoch nicht offiziell der Begleitband an.
Kathleen Dyson verließ 1998 The New Power Generation wieder, während Marva King von Prince als festes Mitglied aufgenommen wurde. Die vier Musiker Candy Dulfer, Chaka Khan, Doug E. Fresh und Larry Graham traten bei Livekonzerten auf, gehörten allerdings nicht offiziell zur The New Power Generation. Am 30. Juni 1998 erschien mit Newpower Soul das letzte Album von The New Power Generation und wurde weltweit über das Label BMG Music Publishing vertrieben.
Marva King trat zwar im Jahr 1999 bei einigen Konzerten mit auf, gehörte aber nicht mehr offiziell der Band an. Larry Graham ersetzte Rhonda Smith am E-Bass und die weibliche Perkussionisten Estaire Godinez wurde von Prince in die Band involviert. Sie spielte zuvor in einer Band mit Namen TC Jammers. Ab Juni 1999 gehörte der Keyboarder und ausgebildete Gospelsänger Kip Blackshire ebenfalls The New Power Generation an. Er wurde Prince von Morris Hayes vorgeschlagen, nachdem dieser sich Demobänder von Blackshire angehört hatte. 1999 bestand The New Power Generation aus folgenden sechs Mitgliedern:
- Estaire Godinez – Perkussion
- Kip Blackshire – Backing Vocals, Keyboard
- Kirk Johnson – Backing Vocals, Schlagzeug
- Larry Graham – Backing Vocals, E-Bass
- Mike Scott – Backing Vocals, Rhythmusgitarrist
- Morris Hayes – Backing Vocals, Keyboard

Im September 2000 erneuerte Prince abermals die Besetzung von The New Power Generation; er engagierte Schlagzeuger John Blackwell, der zuvor bei Patti LaBelle in der Band spielte und den Prince bereits im Juli 1999 kennen lernte.

### Die Jahre 2001–2005

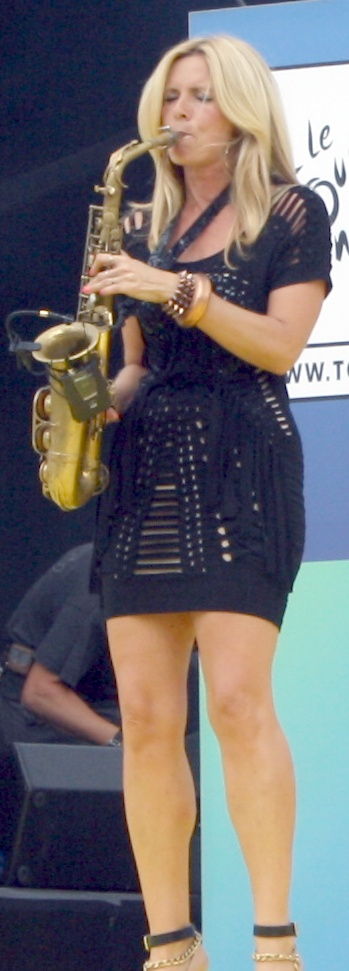
Saxophonistin Candy Dulfer, 2010

Im November 2001 tauschte Prince die Besetzung von The New Power Generation auf mehreren Positionen aus. Er hatte bereits im April den Gitarristen Mike Scott in seine Begleitband zurückgeholt. Außerdem nahm Prince den Brasilianischen Keyboarder Renato Neto in die Band auf, der in den 1990er Jahren unter anderem in der E-Train Band spielte, der Tournee-Band von Sheila E. Neto gründete 1999 auch eine eigene Band mit Namen Straitjacket. Seine musikalischen Wurzeln liegen im Jazz-Bereich, in der Popmusik und im Contemporary R&B.
Mit der Bassistin Rhonda Smith und Maceo Parker arbeitete Prince bereits in den vergangenen Jahren zusammen. Bei der One-Nite-Alone-Tour im Jahr 2002 wechselten sich entweder die Saxophonisten Candy Dulfer und Maceo Parker ab oder spielten zusammen in der Band. Posaunist Greg Boyer wirkte bereits bei Prince’ Studioalbum The Rainbow Children (2001) mit.
2003 involvierte Prince einen zusätzlichen Keyboardspieler in seine Begleitband; Stanley „Chance“ Howard war damals Mitglied von The Time und von der Band Conversation Piece aus Minneapolis. The New Power Generation setzte sich im Jahr 2004 bei der Musicology-Tour aus folgenden acht Mitgliedern zusammen:
- Candy Dulfer – Backing Vocals, Saxophon
- Chance Howard – Backing Vocals, Keyboard
- Greg Boyer – Posaune
- John Blackwell – Schlagzeug
- Maceo Parker – Backing Vocals, Saxophon
- Mike Scott – Backing Vocals, Rhythmusgitarrist
- Renato Neto – Backing Vocals, Keyboard
- Rhonda Smith – Backing Vocals, E-Bass

Im Jahr 2005 spielte Prince keine Tournee.

### Die Jahre 2006–2010
2006 besetzte Prince seine Begleitband abermals neu; Schlagzeugerin Cora Coleman-Dunham und Bassist Joshua Dunham sind miteinander verheiratet. Die Tänzerinnen Maya und Nandy McClean sind Zwillinge und treten als „The Twinz“ auf. Als Prince im Jahr 2007 die Konzertreihe mit Namen 21 Nights in London: The Earth Tour gab, setzte sich The New Power Generation aus zwölf Mitgliedern zusammen:
- Cora Coleman-Dunham – Schlagzeug
- Greg Boyer – Posaune
- Joshua Dunham – Bass
- Lee Hogans – Trompete
- Maceo Parker – Backing Vocals, Saxophon
- Marva King – Backing Vocals
- Maya McLean – Backing Vocals, Tänzerin
- Mike ‘Philly’ Phillips – Altsaxophon, Tenorsaxophon, Vocoder
- Morris Hayes – Backing Vocals, Funk-Keyboard
- Nandy McClean – Backing Vocals, Tänzerin
- Renato Neto – Backing Vocals, Jazz-Keyboard
- Shelby J. – Backing Vocals

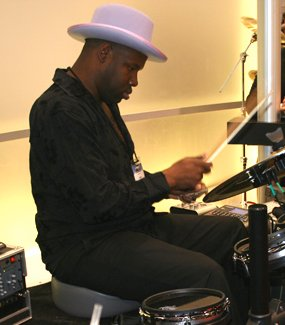
Schlagzeuger John Blackwell, 2009

Im Jahr 2009 holte Prince den Mundharmonika-Spieler Frédéric Yonnet in die Band, der – genau wie Sheila E. – im Sommer 2010 vom ersten Teil der 20ten-Tour mitwirkte. Zudem engagierte er die Backgroundsängerinnen Olivia Leann Warfield und Elisa Fiorillo-Dease; Fiorillo-Dease heißt mit Geburtsnamen Elisa Fiorillo und arbeitete bereits im Jahr 1990 mit Prince zusammen, der für ihr damaliges Album I Am fünf Songs komponierte. Sie nahm den Nachnamen ihres Ehemanns an, der im Mai 2019 gestorben ist. Im Herbst 2010 von Prince’ zweiten Teil der 20Ten-Tour bestand The New Power Generation aus folgenden neun Mitgliedern:
- Cassandra O’Neil – Backing Vocals, Keyboard
- Elisa Dease – Backing Vocals
- Ida Kristine Nielsen – Backing Vocals, E-Bass
- John Blackwell – Schlagzeug (Blackwell starb am 4. Juli 2017 im Alter von 43 Jahren an einem Hirntumor)[35]
- Liv Warfield – Backing Vocals
- Morris Hayes – Backing Vocals, Keyboard
- Renato Neto – Backing Vocals, Keyboard
- Sheila E. – Backing Vocals, Perkussion
- Shelby J. – Backing Vocals

### Die Jahre 2010–2012
Vom 15. Dezember 2010 bis zum 26. September 2012 war Prince mit The New Power Generation mit der Welcome-2-America-Tour weltweit unterwegs. Vom 30. Juni 2011 bis zum 17. August 2011 gastierten diese in Europa, wobei Liv Warfield aufgrund einer Fußverletzung ab dem 26. Juli 2011 nicht mehr an der Tournee teilnehmen konnte. Im Mai 2012 engagierte Prince für acht Konzerte in Australien The Twinz Maya und Nandy McClean, die bereits 2007 bei seiner Konzertreihe 21 Nights in London: The Earth Tour mitwirkten. Zudem hatte er Andy Allo in seiner Begleitband aufgenommen und holte Gitarrist Mike Scott in die Band zurück, an Stelle für Renato Neto und Sheila E.

### Die Jahre 2013–2015
Von 2013 bis 2015 bestand The New Power Generation aus folgenden acht Mitgliedern, wobei das Trio Donna Grantis, Hannah Ford-Welton und Ida Kristine Nielsen auch in der von Prince 2012 gegründeten Begleitband 3rdEyeGirl involviert waren:
- Andrew Gouché (* 27. Mai 1959 als Andrew Winston Gouché in South Los Angeles, Los Angeles) – E-Bass
- Cassandra O’Neil (* 17. Januar 1973 als Cassandra Louise O’Neil in Copiague, New York) – Backing Vocals, Keyboard
- Donna Grantis (* 28. September 1986 in Mississauga, Kanada)[37] – Backing Vocals, Gitarre
- Elisa Dease (* 28. Februar 1969 als Elisa Fiorillo in Philadelphia, Pennsylvania) – Backing Vocals
- Hannah Ford-Welton (* 29. Juni 1990 als Hannah Ford in Louisville, Kentucky)[38] – Backing Vocals, Schlagzeug
- Ida Kristine Nielsen (* 1975 in Aarhus, Dänemark) – Backing Vocals, E-Bass
- Liv Warfield (* 10. Juli 1979 als Olivia Leann Warfield in Peoria, Illinois) – Backing Vocals
- Shelby J. (* 10. September 1972 als Shelby Marie Johnson-Allen in Greensboro, North Carolina)[39][40] – Backing Vocals

Ferner trat gelegentlich – zusätzlich zu The New Power Generation – eine elfköpfige Bläsergruppe bei Prince-Konzerten auf, bestehend aus ausschließlich männlichen Mitgliedern. Saxofonist Marcus Anderson sagte nach Prince’ Tod im Jahr 2016: „Er wollte eine Bläsersektion mit mir, Maceo Parker und Trombone Shorty gründen, änderte aber dann seine Meinung und ging noch einen Schritt weiter. Am Ende waren wir zu elft – die größte Bläsersektion, in der ich je gespielt habe!“
- Adrian Crutchfield – Saxophon
- BK Jackson – Saxophon
- Joey Rayfield – Posaune
- Keith Anderson – Saxophon
- Lynn Grissett – Trompete
- Marcus Anderson – Saxophon
- Nick Marchione – Trompete
- Phil Lassiter – Trompete
- Roy Agee – Posaune
- Steve Reid – Trompete
- Sylvester Onyejiaka – Saxophon

Damit spielten bei Prince-Konzerten gelegentlich insgesamt 20 Musiker live auf der Bühne.

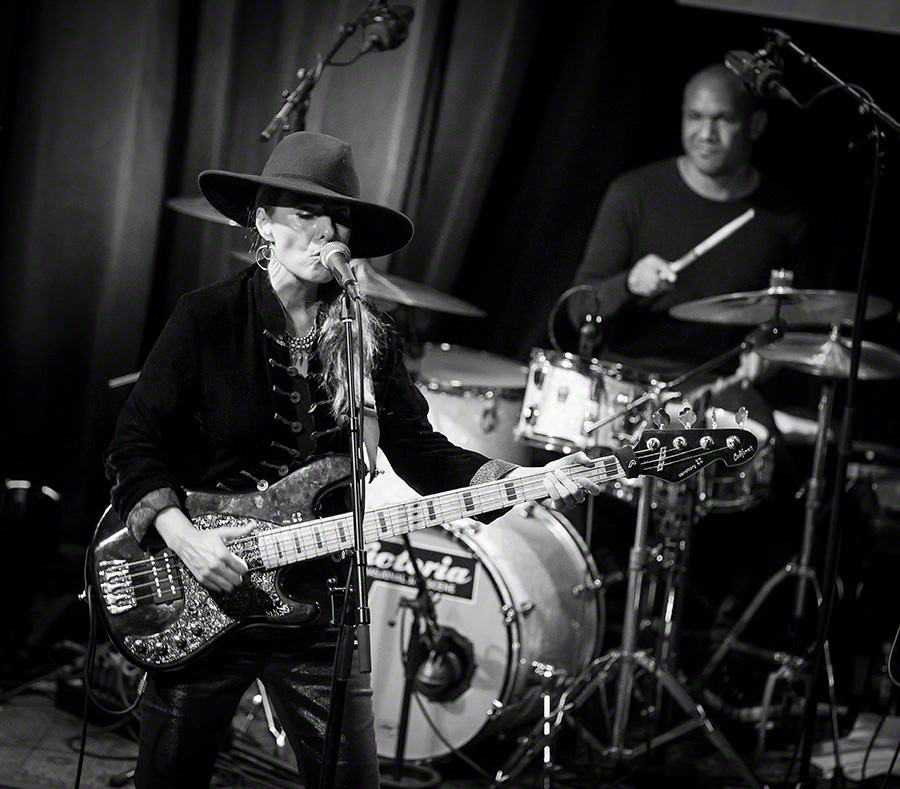
Bassistin Ida Kristine Nielsen, 2016

### Letztes Konzert mit Prince am 1. Januar 2016
Das letzte Konzert, das Prince mit The New Power Generation absolvierte, fand am 1. Januar 2016 statt. Damals gab er ein Privatkonzert für Roman Abramowitsch in dessen Haus in Saint-Barthélemy. Seine Begleitband bestand aus folgenden fünf Mitgliedern:
- Cassandra O’Neal – Backing Vocals, Keyboard
- Donna Grantis – Backing Vocals, E-Gitarre
- Ida Kristine Nielsen – Backing Vocals, E-Bass
- Kirk Johnson – Backing Vocals, Schlagzeug
- Liv Warfield – Backing Vocals

Anschließend war Prince als Solointerpret mit seiner Piano-&-A-Microphone-Tour vom 16. Februar bis zum 14. April 2016 unterwegs. Er starb am 21. April 2016 in seinem Paisley Park Studio in Chanhassen in Minnesota.

## Neugründung im Oktober 2016

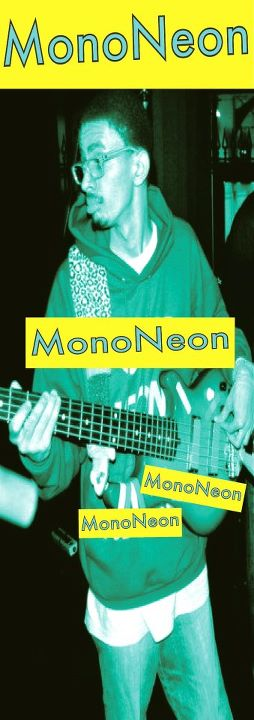
Bassist MonoNeon, 2011

Sechs Monate nach Prince’ Tod organisierte Keyboarder Morris Hayes im Oktober 2016 eine Neugründung von The New Power Generation. Hayes ist fortan Bandleader und involviert ausschließlich Musiker, mit denen Prince zu dessen Lebzeiten zusammen gearbeitet hatte. Das Debüt der neugegründeten The New Power Generation war am 13. Oktober 2016 in Saint Paul im Xcel Energy Center. Damals fand zu Ehren von Prince ein Tribute-Abend statt, an dem auch Ana Moura, Bilal, Chaka Khan, Doug E. Fresh, Jessie J, Judith Hill, Mayte Garcia, Morris Day and The Time, Tori Kelly und Stevie Wonder mitwirkten. Abgesehen von Hayes selbst integrierte er die folgenden drei Gründungsmitglieder der Urformation als Stammbesetzung von The New Power Generation:
- Damon Dickson – Backing Vocals, Perkussion, Tänzer
- Kirk Johnson – Backing Vocals, Schlagzeug
- Tony Mosley – Akustische Gitarre, Backing Vocals, Rapper

Zudem treten gelegentlich folgende ehemalige Prince-Musiker bei Livekonzerten von The New Power Generation auf:
- Chance Howard – Backing Vocals, Keyboard, 2003 bis 2004 Mitglied von The NPG[44]
- Donna Grantis – Backing Vocals, Gitarre, 2012 bis 2016 Mitglied in Prince’ Band[45]
- Homer O’Dell – Gitarre, Mitglied der Band Mint Condition und einziger Musiker, mit dem Prince nicht zusammenspielte
- Ida Kristine Nielsen – Backing Vocals, E-Bass, 2010 bis 2016 Mitglied in Prince’ Band[46]
- Keith Anderson – Saxofon, 2012 bis 2015 Mitglied von The NPG Hornz, Prince’ damaliger Brassband[47]
- Levi Seacer Jr. – Backing Vocals, Rhythmusgitarrist, 1985 bis 1994 Mitglied in Prince’ Band[48]
- Lynn Grissett – Trompete, 2012 bis 2015 Mitglied von The NPG Hornz, Prince’ damaliger Brassband[47]
- Michael Bland – Schlagzeug, 1989 bis 1996 und 2006 bis 2015 Mitglied von The NPG[49]
- Mike Scott – Backing Vocals, Gitarre, 1996 bis 2000, 2004 und 2012 Mitglied in Prince’ Band[50]
- MonoNeon – E-Bass, 2015 Mitglied in Prince’ Band[51]
- Rhonda Smith – Backing Vocals, E-Bass, 1996 bis 2004 und 2009 Mitglied in Prince’ Band[52]
- Sonny Thompson – Backing Vocals, E-Bass, 1991 bis 1996 Mitglied von The NPG[53]
- Tommy Barbarella – Keyboard, 1991 bis 1996 Mitglied von The NPG[54]

### Livekonzerte und neuer Leadsänger (2017–2023)
In den Jahren 2016 und 2017 hatte The New Power Generation wechselnde Gastsänger engagiert; als sogenannte „Special Guests“ wirkten Prince’ früherer Schulfreund sowie Sänger und Bassist André Cymone (* 27. Juni 1958), Sänger und Keyboarder Kip Blackshire sowie die Begleitsängerinnen Shelby J., Marva King und Liv Warfield bei einigen Konzerten mit. Am 23. April 2017 trat die Band bei Prince’ erstem Todestag bei einem Tribute-Konzert in Chanhassen im Paisley Park Studio auf, und im Juni und Juli 2017 waren sie auf Europatournee, auf der sie unter anderem beim Montreux Jazz Festival, beim North Sea Jazz Festival und bei Super Bock Super Rock spielten.
Seit 2018 ist der in Virginia geborene US-Amerikaner MacKenzie Leadsänger von The New Power Generation. Im selben Jahr spielte die Band Konzerte in den USA, Japan, Australien und in Europa, wie beispielsweise in Lörrach beim Stimmen-Festival. Im Jahr 2019 gaben The New Power Generation abermals Konzerte in den USA und in Europa, aber in Deutschland und Österreich ist die Band bisher nicht live aufgetreten.
Im Oktober 2023 veröffentlichte The Prince Estate („Der Prince-Nachlass“) mit Diamonds and Pearls Deluxe eine Neuauflage des Albums Diamonds and Pearls, auf dem die Mitglieder der Urformation von The New Power Generation aus dem Jahr 1991 auf einigen Songs mitwirken.

### Namensänderung (seit 2024)
Seit 2024 heißt The New Power Generation „The Band Formerly Known as New Power Generation“ und tritt bei Livekonzerten auch unter diesem Namen auf. Ob mögliche Urheberrechtsverletzungen für die Namensänderung verantwortlich sind, ist öffentlich nicht bekannt, weil bislang keine Erklärung seitens der Band abgegeben worden ist.

## Diskografie

### Studioalben
| Jahr | Titel Musiklabel                                     | Höchstplatzierung, Gesamtwochen, AuszeichnungChartplatzierungen (Jahr, Titel, Musiklabel, Platzierungen, Wochen, Auszeichnungen, Anmerkungen) | Höchstplatzierung, Gesamtwochen, AuszeichnungChartplatzierungen (Jahr, Titel, Musiklabel, Platzierungen, Wochen, Auszeichnungen, Anmerkungen) | Höchstplatzierung, Gesamtwochen, AuszeichnungChartplatzierungen (Jahr, Titel, Musiklabel, Platzierungen, Wochen, Auszeichnungen, Anmerkungen) | Höchstplatzierung, Gesamtwochen, AuszeichnungChartplatzierungen (Jahr, Titel, Musiklabel, Platzierungen, Wochen, Auszeichnungen, Anmerkungen) | Höchstplatzierung, Gesamtwochen, AuszeichnungChartplatzierungen (Jahr, Titel, Musiklabel, Platzierungen, Wochen, Auszeichnungen, Anmerkungen) | Höchstplatzierung, Gesamtwochen, AuszeichnungChartplatzierungen (Jahr, Titel, Musiklabel, Platzierungen, Wochen, Auszeichnungen, Anmerkungen) | Anmerkungen |
| Jahr | Titel Musiklabel                                     | DE | AT | CH | UK | US | R&B | Anmerkungen |
| ---- | ---------------------------------------------------- | --- | --- | --- | --- | --- | --- | --- |
| 1993 | Gold Nigga NPG Records                               | DEn.v.DE | ATn.v.AT | CHn.v.CH | UKn.v.UK | USn.v.US | R&Bn.vR&B | Erstveröffentlichung: 31. August 1993 Verkauf nur bei Act II Show und Prince’ damaliger Website Hauptsänger des Albums: Tony Mosely Verkäufe: + 50.000 |
| 1995 | Exodus NPG Records / Edel Records                    | — | — | CH34 (2 Wo.)CH | UK11 (5 Wo.)UK | USn.v.US | R&Bn.v.R&B | Erstveröffentlichung: 27. März 1995 Hauptsänger des Albums: Sonny Thompson Verkäufe: + 70.000                                                          |
| 1998 | Newpower Soul NPG Records / Sony Music Entertainment | DE34 (6 Wo.)DE | AT24 (8 Wo.)AT | CH22 (11 Wo.)CH | UK38 (3 Wo.)UK | US22 (8 Wo.)US | R&B9 (11 Wo.)R&B | Erstveröffentlichung: 30. Juni 1998 Hauptsänger des Albums: Prince Verkäufe: + 400.000                                                                 |

### Begleitband auf Prince-Alben
- 1991: Diamonds and Pearls
- 1992: Love Symbol
- 1993: The Hits/The B-Sides
- 1994: Come
- 1995: The Versace Experience (Prelude 2 Gold)
- 1995: The Gold Experience
- 1996: Girl 6
- 1996: Chaos and Disorder
- 1996: Emancipation
- 1999: The Vault … Old Friends 4 Sale
- 2002: One Nite Alone … Live!
- 2004: The Slaughterhouse (Download-Album)
- 2007: Planet Earth
- 2023: Diamonds and Pearls Deluxe

### EPs
| Jahr | Titel Musiklabel                                         | Höchstplatzierung, Gesamtwochen, AuszeichnungChartplatzierungen (Jahr, Titel, Musiklabel, Platzierungen, Wochen, Auszeichnungen, Anmerkungen) | Höchstplatzierung, Gesamtwochen, AuszeichnungChartplatzierungen (Jahr, Titel, Musiklabel, Platzierungen, Wochen, Auszeichnungen, Anmerkungen) | Höchstplatzierung, Gesamtwochen, AuszeichnungChartplatzierungen (Jahr, Titel, Musiklabel, Platzierungen, Wochen, Auszeichnungen, Anmerkungen) | Höchstplatzierung, Gesamtwochen, AuszeichnungChartplatzierungen (Jahr, Titel, Musiklabel, Platzierungen, Wochen, Auszeichnungen, Anmerkungen) | Höchstplatzierung, Gesamtwochen, AuszeichnungChartplatzierungen (Jahr, Titel, Musiklabel, Platzierungen, Wochen, Auszeichnungen, Anmerkungen) | Höchstplatzierung, Gesamtwochen, AuszeichnungChartplatzierungen (Jahr, Titel, Musiklabel, Platzierungen, Wochen, Auszeichnungen, Anmerkungen) | Anmerkungen                                                      |
| Jahr | Titel Musiklabel                                         | DE | AT | CH | UK | US | R&B | Anmerkungen                                                      |
| ---- | -------------------------------------------------------- | --- | --- | --- | --- | --- | --- | ---------------------------------------------------------------- |
| 1995 | Get Wild Remixes NPG Records                             | — | — | — | — | USn.v.US | R&Bn.v.R&B | Erstveröffentlichung: 3. April 1995 Nur in Europa veröffentlicht |
| 1995 | The Good Life Remixes NPG Records / Warner Bros. Records | — | — | — | — | — | — | Erstveröffentlichung: 13. Juni 1995                              |

### Singles
| Jahr | Titel Album                                         | Höchstplatzierung, Gesamtwochen, AuszeichnungChartplatzierungen (Jahr, Titel, Album, Platzierungen, Wochen, Auszeichnungen, Anmerkungen) | Höchstplatzierung, Gesamtwochen, AuszeichnungChartplatzierungen (Jahr, Titel, Album, Platzierungen, Wochen, Auszeichnungen, Anmerkungen) | Höchstplatzierung, Gesamtwochen, AuszeichnungChartplatzierungen (Jahr, Titel, Album, Platzierungen, Wochen, Auszeichnungen, Anmerkungen) | Höchstplatzierung, Gesamtwochen, AuszeichnungChartplatzierungen (Jahr, Titel, Album, Platzierungen, Wochen, Auszeichnungen, Anmerkungen) | Höchstplatzierung, Gesamtwochen, AuszeichnungChartplatzierungen (Jahr, Titel, Album, Platzierungen, Wochen, Auszeichnungen, Anmerkungen) | Höchstplatzierung, Gesamtwochen, AuszeichnungChartplatzierungen (Jahr, Titel, Album, Platzierungen, Wochen, Auszeichnungen, Anmerkungen) | Anmerkungen                                                                                           |
| Jahr | Titel Album                                         | DE | AT | CH | UK | US | R&B | Anmerkungen                                                                                           |
| ---- | --------------------------------------------------- | --- | --- | --- | --- | --- | --- | --- |
| 1994 | Super Hero Blankman (Music from the Motion Picture) | — | ATn.v.AT | CHn.v.CH | UKn.v.UK | — | — | Erstveröffentlichung: 9. August 1994 feat. The Steeles Nur in Deutschland und in den USA ausgekoppelt |
| 1995 | Get Wild Exodus                                     | — | — | — | UK19 (6 Wo.)UK | USn.v.US | R&Bn.v.R&B | Erstveröffentlichung: 20. März 1995 Nur in Europa ausgekoppelt                                        |
| 1995 | The Good Life Exodus                                | — | — | — | UK29 (3 Wo.)UK | — | — | Erstveröffentlichung: 13. Juni 1995 Nur in Europa und Nordamerika ausgekoppelt                        |
| 1995 | Count the Days Exodus                               | — | — | — | UK79 (1 Wo.)UK | USn.v.US | R&Bn.v.R&B | Erstveröffentlichung: 25. September 1995 Nur in Europa ausgekoppelt                                   |
| 1996 | Girl 6                                              | DEn.v.DE | ATn.v.AT | CHn.v.CH | — | — | R&B78 (4 Wo.)R&B | Erstveröffentlichung: 26. März 1996 Nur in UK, USA und Japan ausgekoppelt                             |
| 1997 | The Good Life Exodus                                | DEn.v.DE | ATn.v.AT | CHn.v.CH | UK15 (5 Wo.)UK | USn.v.US | R&Bn.v.R&B | Wiederveröffentlichung: 23. Juni 1997 Nur in UK ausgekoppelt                                          |
| 1998 | Come On Newpower Soul                               | — | — | — | UK65 (1 Wo.)UK | USn.v.US | R&Bn.v.R&B | Erstveröffentlichung: 16. Oktober 1998 Nur als Maxisingle veröffentlicht                              |

### Musikvideos
| Jahr | Titel                          | Regisseur(e)  |
| ---- | ------------------------------ | ------------- |
| 1993 | 2gether                        |               |
| 1994 | Super Hero (feat. The Steeles) | Jesse Vaughan |
| 1995 | Get Wild                       | Prince        |
| 1995 | The Good Life                  |               |
| 1995 | Count the Days                 |               |
| 1998 | The One                        | Mayte Garcia  |
| 1998 | Come On                        |               |

### Sonderveröffentlichungen
Folgende Singles konnten von 2001 bis 2006 nur über Prince’ damalige Website NPG Music Club.com käuflich erworben werden und gelangten nicht in den freien Verkauf. The War wurde bereits auf einer früheren Website von Prince vertrieben, wurde aber ins Sortiment von NPG Music Club.com aufgenommen.
| Jahr | Titel Musiklabel                       | Anmerkungen |
| ---- | -------------------------------------- | --- |
| 1998 | The War (Liveversion) NPG Records      | Erstveröffentlichung: 21. Juli 1998 Tonträger: Kompaktkassette und CD-Single Konzert am 20. Juni 1998 in Prince’ Paisley Park Studio                                                             |
| 2001 | Peace / 2045: Radical Man NPG Records  | Erstveröffentlichung: 14. April 2001 Tonträger: CD-Single als Doppel-A-Seite Songs auch auf dem Prince-Album The Slaughterhouse (2004)                                                           |
| 2001 | The Daisy Chain / Gamillah NPG Records | Erstveröffentlichung: 14. April 2001 Tonträger: CD-Single als Doppel-A-Seite The Daisy Chain auch auf The Slaughterhouse (2004) Gamillah auch auf dem Prince-Album The Chocolate Invasion (2004) |

### Promoveröffentlichungen
| Jahr | Titel Album           | Höchstplatzierung, Gesamtwochen, AuszeichnungChartplatzierungen (Jahr, Titel, Album, Platzierungen, Wochen, Auszeichnungen, Anmerkungen) | Höchstplatzierung, Gesamtwochen, AuszeichnungChartplatzierungen (Jahr, Titel, Album, Platzierungen, Wochen, Auszeichnungen, Anmerkungen) | Höchstplatzierung, Gesamtwochen, AuszeichnungChartplatzierungen (Jahr, Titel, Album, Platzierungen, Wochen, Auszeichnungen, Anmerkungen) | Höchstplatzierung, Gesamtwochen, AuszeichnungChartplatzierungen (Jahr, Titel, Album, Platzierungen, Wochen, Auszeichnungen, Anmerkungen) | Höchstplatzierung, Gesamtwochen, AuszeichnungChartplatzierungen (Jahr, Titel, Album, Platzierungen, Wochen, Auszeichnungen, Anmerkungen) | Höchstplatzierung, Gesamtwochen, AuszeichnungChartplatzierungen (Jahr, Titel, Album, Platzierungen, Wochen, Auszeichnungen, Anmerkungen) | Anmerkungen |
| Jahr | Titel Album           | DE | AT | CH | UK | US | R&B | Anmerkungen |
| ---- | --------------------- | --- | --- | --- | --- | --- | --- | --- |
| 1993 | 2gether Gold Nigga    | DEn.v.DE | ATn.v.AT | CHn.v.CH | UKn.v.UK | USn.v.US | R&Bn.vR&B | Erstveröffentlichung: 31. August 1993 Verkauf nur bei Act II Show und Prince’ damaliger Website Tonträger: Kompaktkassette und CD-Single |
| 1998 | The One Newpower Soul | — | — | — | — | — | R&B44 (11 Wo.)R&B | Erstveröffentlichung: 13. April 1998 Veröffentlichung: Europa, USA, Brasilien und Mexiko Tonträger: CD-Single                            |

### Sampler und Soundtracks
| Jahr | Titel Musiklabel                                      | Höchstplatzierung, Gesamtwochen, AuszeichnungChartplatzierungen (Jahr, Titel, Musiklabel, Platzierungen, Wochen, Auszeichnungen, Anmerkungen) | Höchstplatzierung, Gesamtwochen, AuszeichnungChartplatzierungen (Jahr, Titel, Musiklabel, Platzierungen, Wochen, Auszeichnungen, Anmerkungen) | Höchstplatzierung, Gesamtwochen, AuszeichnungChartplatzierungen (Jahr, Titel, Musiklabel, Platzierungen, Wochen, Auszeichnungen, Anmerkungen) | Höchstplatzierung, Gesamtwochen, AuszeichnungChartplatzierungen (Jahr, Titel, Musiklabel, Platzierungen, Wochen, Auszeichnungen, Anmerkungen) | Höchstplatzierung, Gesamtwochen, AuszeichnungChartplatzierungen (Jahr, Titel, Musiklabel, Platzierungen, Wochen, Auszeichnungen, Anmerkungen) | Höchstplatzierung, Gesamtwochen, AuszeichnungChartplatzierungen (Jahr, Titel, Musiklabel, Platzierungen, Wochen, Auszeichnungen, Anmerkungen) | Anmerkungen |
| Jahr | Titel Musiklabel                                      | DE | AT | CH | UK | US | R&B | Anmerkungen |
| ---- | ----------------------------------------------------- | --- | --- | --- | --- | --- | --- | --- |
| 1994 | Blankman (Music from the Motion Picture) Epic Records | — | — | — | — | — | — | Erstveröffentlichung: 9. August 1994 Beitrag von The New Power Generation: Super Hero                                       |
| 1994 | 1-800-New-Funk (Sampler) NPG Records                  | — | — | — | — | — | R&B45 (9 Wo.)R&B | Erstveröffentlichung: 12. August 1994 Beitrag von The New Power Generation: 2gether                                         |
| 1994 | Prêt-à-Porter (Ready to Wear) Columbia Records        | — | AT32 (3 Wo.)AT | — | — | US29 Gold · (18 Wo.)US | — | Erstveröffentlichung: 2. Dezember 1994 Beitrag von The New Power Generation: Get Wild Song auch auf Exodus (1995) vorhanden |